# Service-Bund
Der Service-Bund ist eine Gruppe inhabergeführter Unternehmen im Lebensmittel-Fachgroßhandel mit knapp 5.000 Mitarbeitern und mehr als 300 Fachberatern, einem Kundenstamm von ca. 80.000 und einem Umsatz von ca. 1,92 Mrd. € (2024). Die Zentrale des Service-Bunds befindet sich in Lübeck. Die 32 Gesellschafter der Verbundgruppe betreiben bundesweit knapp 44 Standorte.
Als Food-Service-Unternehmen bietet der Service-Bund seinen Kunden aus Gastronomie, Hotellerie und Gemeinschaftsverpflegung neben einem Lebensmittel-Vollsortiment weitere Dienstleistungen wie zum Beispiel Unterstützung in Marketingaktionen und Fortbildungsangebote für die Kunden.

## Geschichte
Gegründet wurde der Service-Bund im Jahr 1973. Die Gründung erfolgte durch den Zusammenschluss mehrerer Lebensmittel-Fachgroßhändler für Gastronomie und Gemeinschaftsverpflegung. Während der Zusammenschluss ursprünglich aus einkaufsorientierten Zielen geschah, entstand daraus der mittlerweile bundesweit präsente Service-Bund. Im Jahr 2024 waren 32 Unternehmen beteiligt. Größere Gesellschafter (Gesellschafter SB) sind zum Beispiel: Omega Sorg, Flach, Schwalenstöcker & Gantz, Viktor Nußbaumer, Hefe van Haag und Troiber.
Die Betreuung nationaler Key Accounts (Hotelgruppen, Systemgastronomie etc.) erfolgt durch die Tochtergesellschaft Service-Bund National. Als Mitglied des Interessenverbunds European Catering Distributors (ECD) ist der Service-Bund auch auf europäischer Ebene engagiert. Außerdem gehört er zur europaweiten Handels- und Einkaufskooperation Markant. 
Der Service-Bund kümmert sich um den Berufsstand der Köche durch Unterstützung mehrerer Wettbewerbe, wie beispielsweise Chefs Trophy oder auch eigene Kochwettbewerbe. Der Service-Bund engagiert sich ebenso bei der Nationalmannschaft der Köche Deutschland und bei Euro-Toques und ergänzt sein Engagement durch eigene Kundenveranstaltungen à la Campus for culinary friends. Hierbei wird den Köchen und Branchenanhängern aus dem Service-Bund Kundenkreis ein Event mit Vorträgen und Workshops durch hochqualifizierte Referenten geboten.

## Produkte
Die Produktpalette des Service-Bunds umfasst Frischwaren, Tiefkühlkost, Molkereiprodukte, Trockenprodukte und Getränke. Neben den bis zu circa 43.000 Artikeln von Vertragslieferanten werden mittlerweile über 1.200 weitere Artikel unter der Service-Bund Eigenmarke Servisa angeboten. Weitere Eigenmarken sind ServisaPrime, Rodeo Ranch Quality, Mermaid, Burger Craft, Salva D’Or, Sourcer und Gastrovinum.